# Perfgau
El Perfgau (pagus Pernaffa) fou un territori històric d'Alemanya a l'època medieval a l'àrea del Hessen i Renània del Nord-Westfàlia. Agafava el seu nom del riu Perf (Pernaffa), un afluent del Lahn al districte Marburg-Biedenkopf, al Gladenbacher Bergland septentrional.
El Perfgau incloïa l'àrea al voltant de Breidenbach que contenia originalment també els llocs de Mandeln, Laasphe, Hesselbach, Puderbach, Niederlaasphe, Fischelbach i Ditzrod, Eibelshausen, Eiershausen i Hirzenhain. També és possible que inclogués els llocs d'Ewersbach i Straßeneberbach und Steinbrücken. Només més tard l'àrea s'hauria dividit en dues parts Breidenbach i Dautphe.
El 1238 fou transmesa una part de l'àrea de Zenten Breidenbach, Dautphe i Lixfeld, terres que pertanyien al comtat de Battenberg. Se'n pot concloure que el Perfgau es va dividir entre el segle X i XIII.
L'únic comte conegut al Perfgau fou:
- Eberard de Francònia, † 23 d'octubre de 939 a Andernach, Duc de Francònia, 909 abat laic de Sankt Maximin a Trèveris, 913 comte al Hessengau i Perfgau, el 913 i el 928 comte a Oberlahngau, el 914 marcgravi (segurament a Turíngia), el 936 truchsess, el 938 comte palatí; era germà del rei Conrad I de la família de la Conradians.